# 苏剧
苏剧，中国戏曲剧种之一，源自苏州地区，故名。苏剧在曲艺“苏滩”基础上演变而成，受昆剧影响很大。苏剧形成于1940年代。苏剧经过短暂兴盛之后便走向衰落。1949年后，曾建立江苏省苏昆剧团、浙江省昆苏剧团等兼演苏剧、昆曲的剧团，曾产生一定影响。目前，苏剧已经衰微，演出基本停滞。
2006年5月20日，苏剧列入第一批国家级非物质文化遗产名录。
苏剧的传统剧目有：《马浪荡》、《五姑娘》、《长亭出塞》、《王十朋》等。现代戏有《国鼎魂》等。